# Cerkev svatého Jiří (Drohobyč)
Cerkev svatého Jiří (ukrajinsky: Церква святого Юра) je dřevěný chrám v obci Drohobyč ve Lvovské oblasti na Ukrajině, asi 75 km jihozápadně od Lvova a 60 km od polských hranic. Je kulturní památkou Ukrajiny. V roce 2013 byla cerkev zapsána na Seznam světového dědictví UNESCO společně s dalšími šestnácti dřevěnými cerkvemi na Ukrajině a v Polsku.

## Historie
Cerkev je jedním z nejstarších a nejlépe zachovalých dřevěných chrámů v Haliči a jednou z nejcennějších historických památek ukrajinské sakrální architektury. Byla postavena na přelomu 15. a 16. století ve vesnici Nadijiv (Надіїв) a v roce 1656 byla přenesena do obce Drohobyč na místo po chrámu spáleném Tatary. Po roce 1673 byla obnovena, naposledy v letech 1974–1975, ale opravami neztratila nic na svém vzhledu. V blízkosti cerkve byla v roce 1678 postavena dřevěná zvonice.

## Architektura
Cerkev je celodřevěná trojdílná stavba, loď má půdorys čtverce. Nad třemi částmi stavby (předsíň, loď, kněžiště) jsou umístěny kopule ve tvaru cibule. Po obou stranách jsou umístěny konchy (kaple), které jsou zakončeny opět cibulí. V přízemní části stavby je obvodové arkádové podstřeší na sloupech (sobota). Nad babincem je chór s arkádovou galerií a kaplí Nanebevstoupení. Chrám je celý pokryt šindelem.
Interiér je bohatě zdobený polychromií provedenou malíři pod vedením Štefana Medického, který také vyrobil bohatě vyřezávaný ikonostas.

## Zvonice
Štenýřová čtyřboká zvonice má sbíhavé stěny a předsazené patro. Základnou je čtvercový štenýřový trámový rošt 7,5×7,5 m a středový štenýř. Zvonové patro je bedněné s horní volnou arkádovou části. V přízemní části je obvodová pultová stříška. Na počátku 18. století byla na čtyřbokou jehlanovitou střechu nasazena osmiboká nástavba zakončená cibulí. Celková výška i s křížem na vrcholu je 27 m. Osmiboká nástavba má rovněž otevřenou arkádovou část.

## Galerie

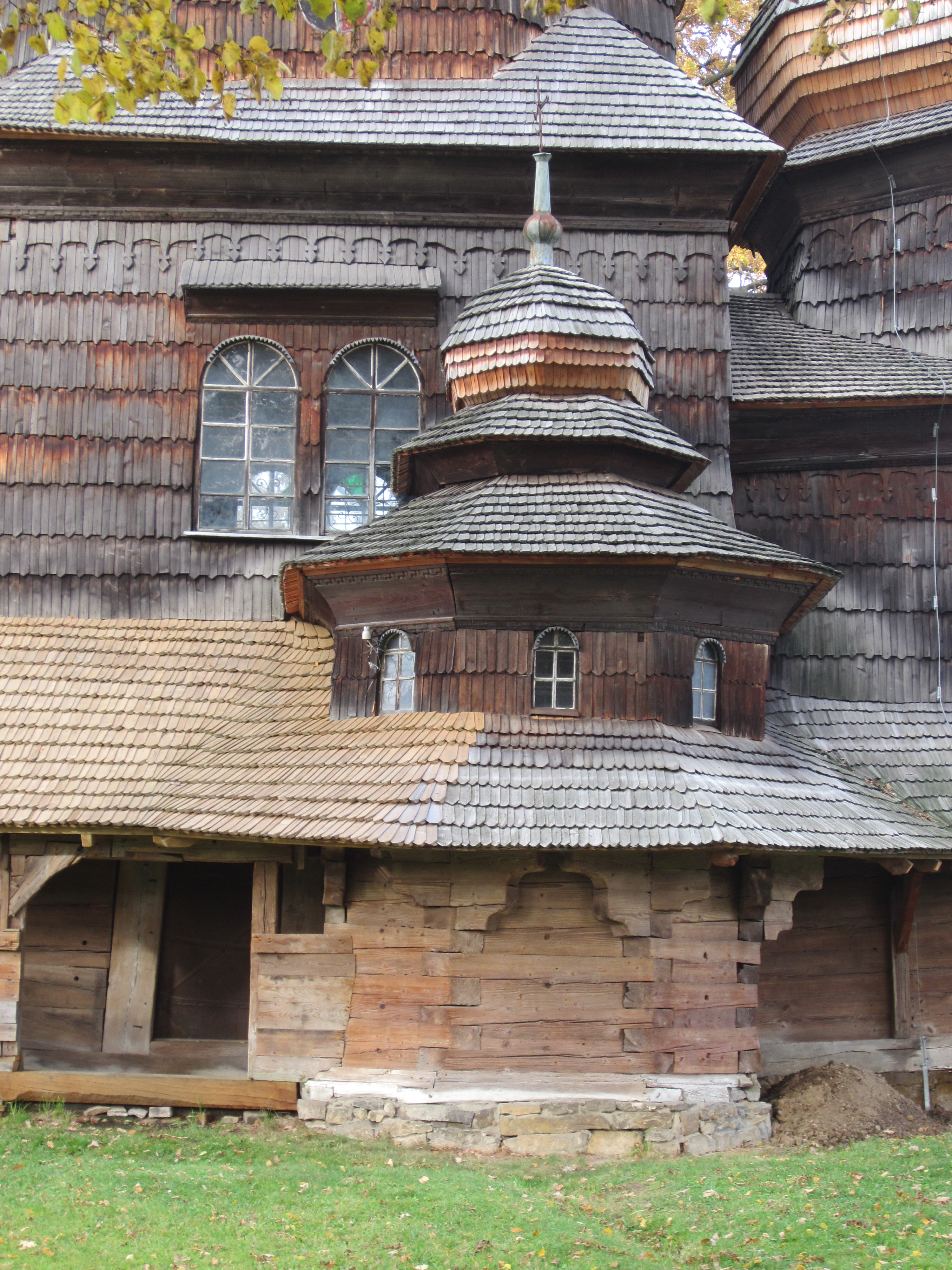
Boční oltář
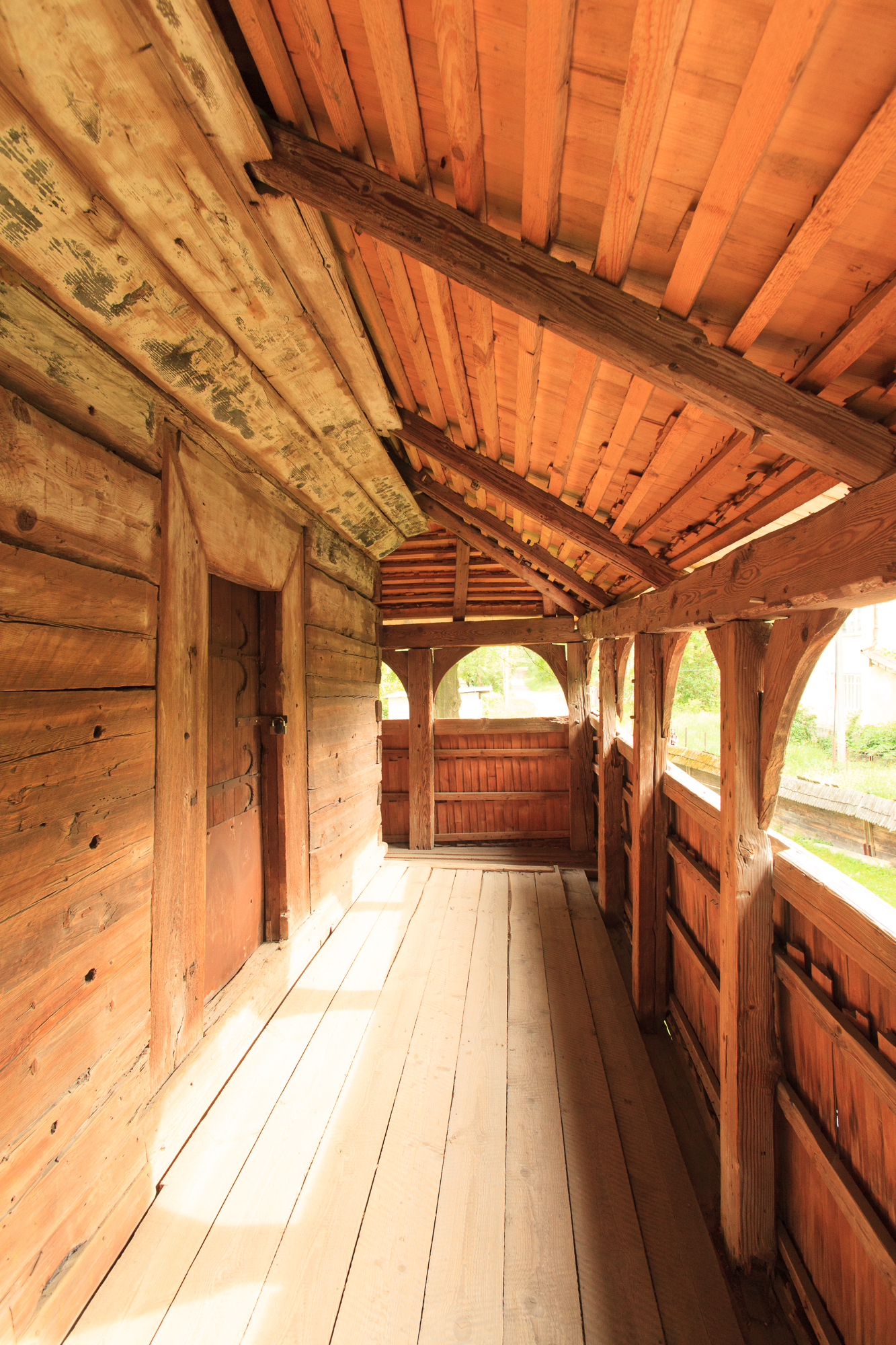
Ochoz nad babincem
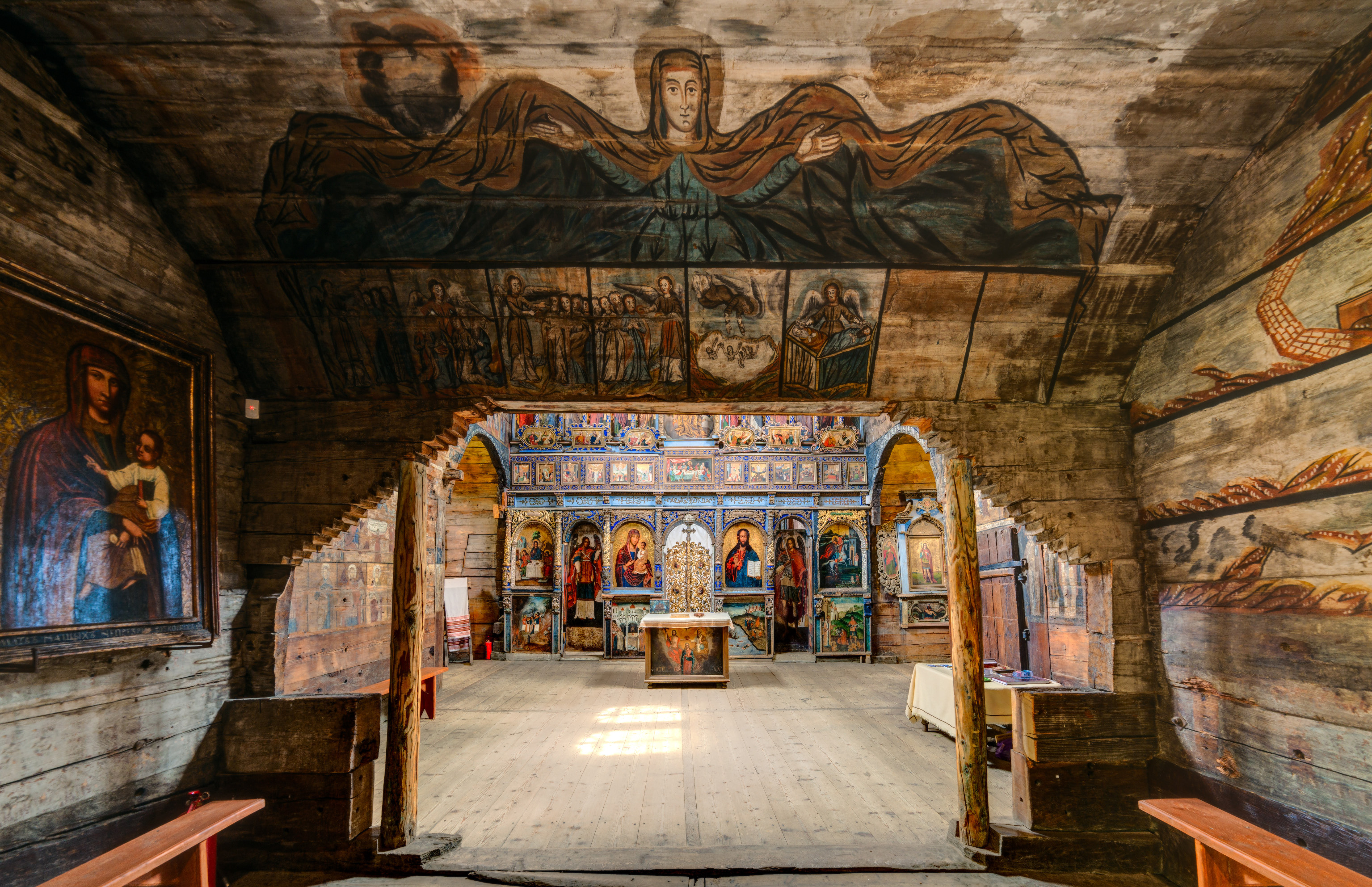
Interiér
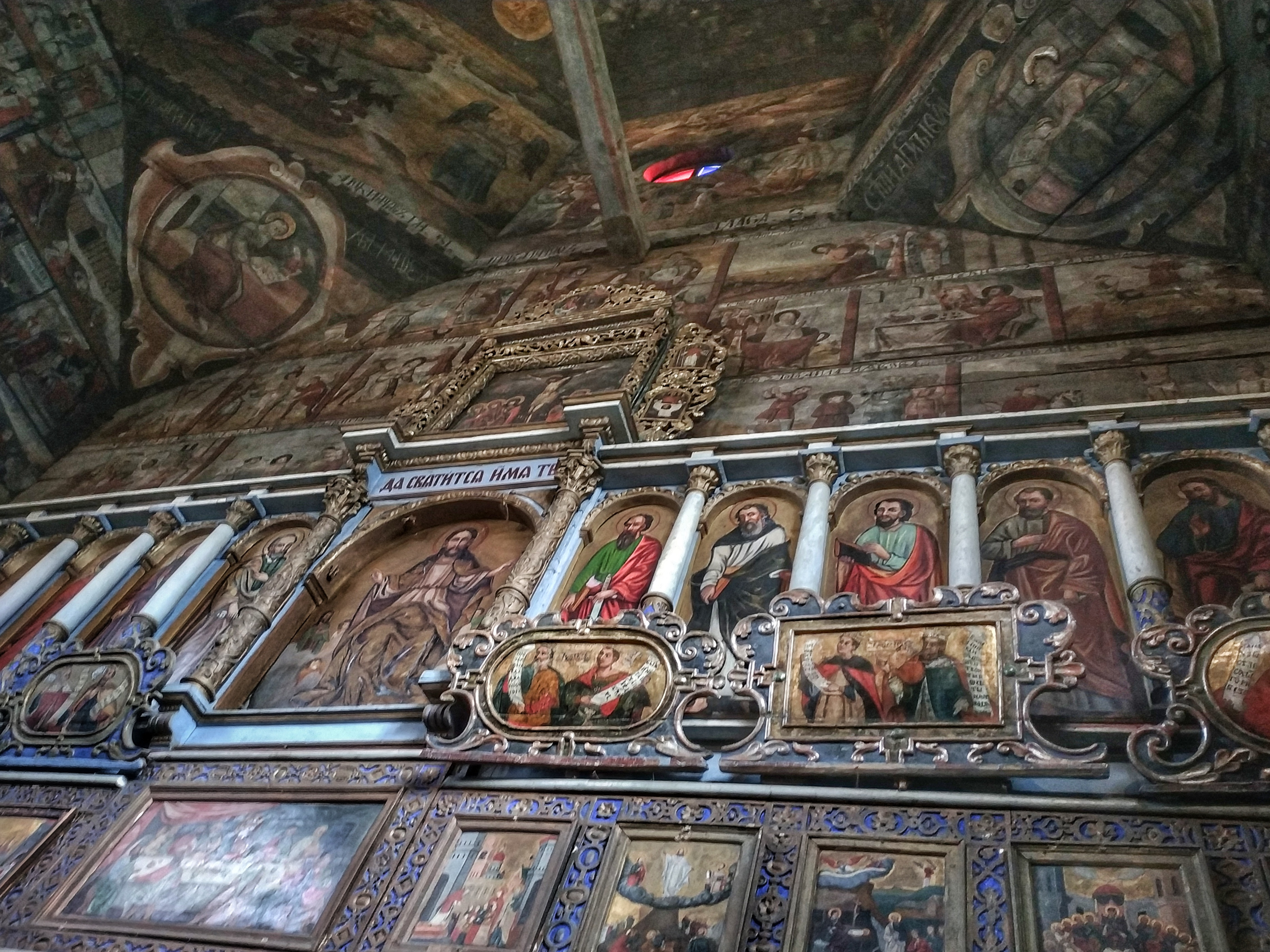
Interiér
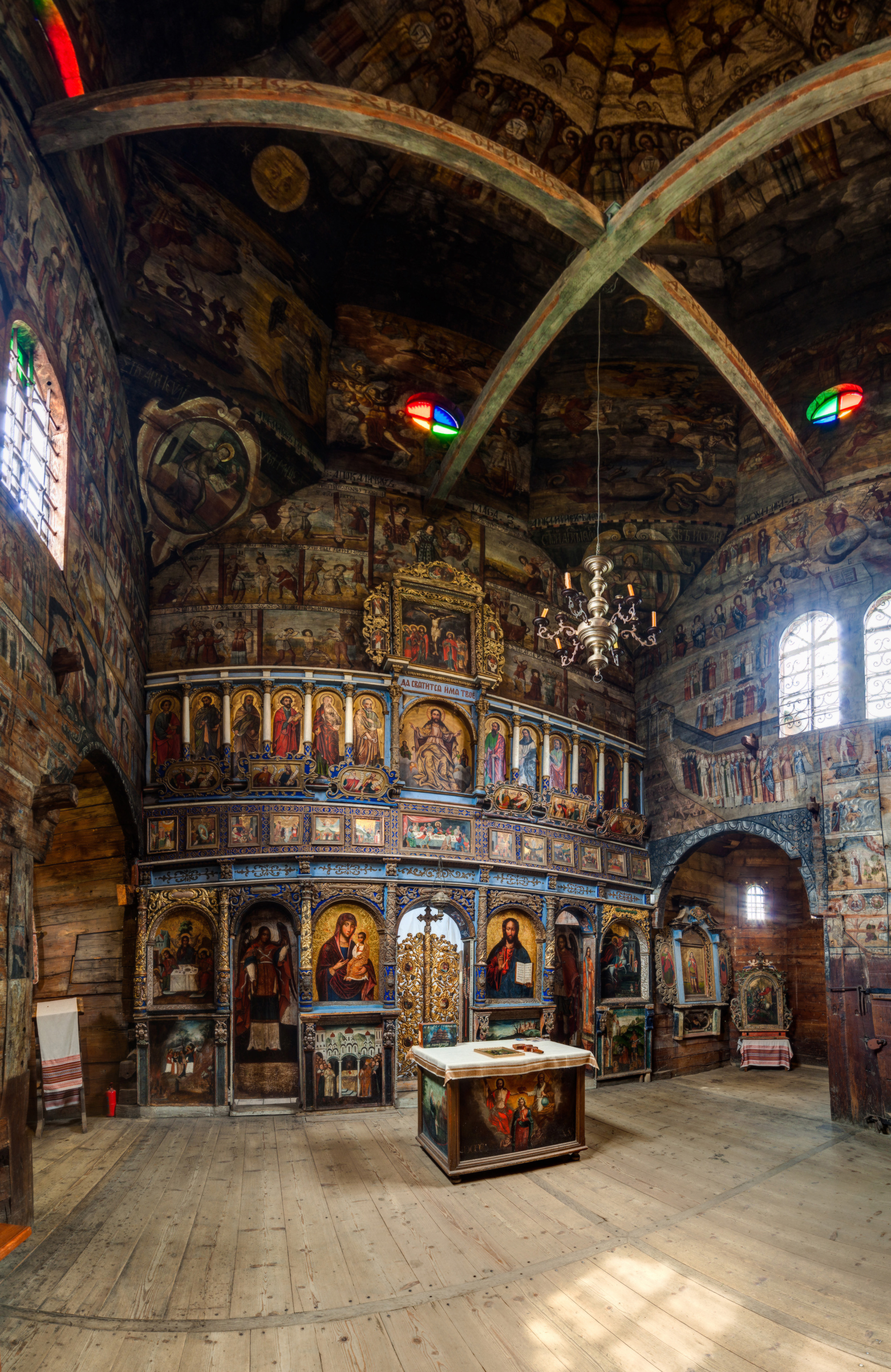
Interiér
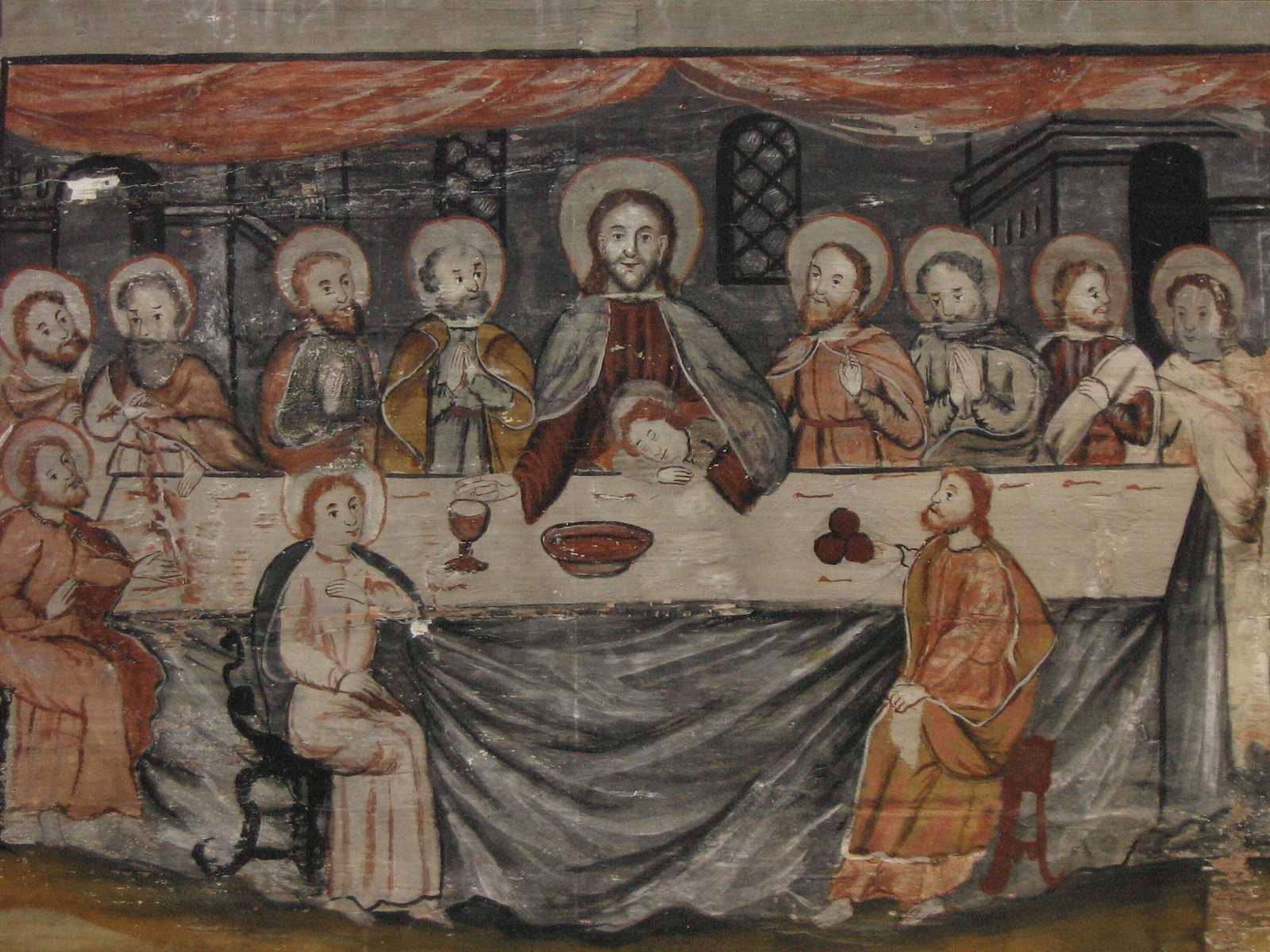
Interiér
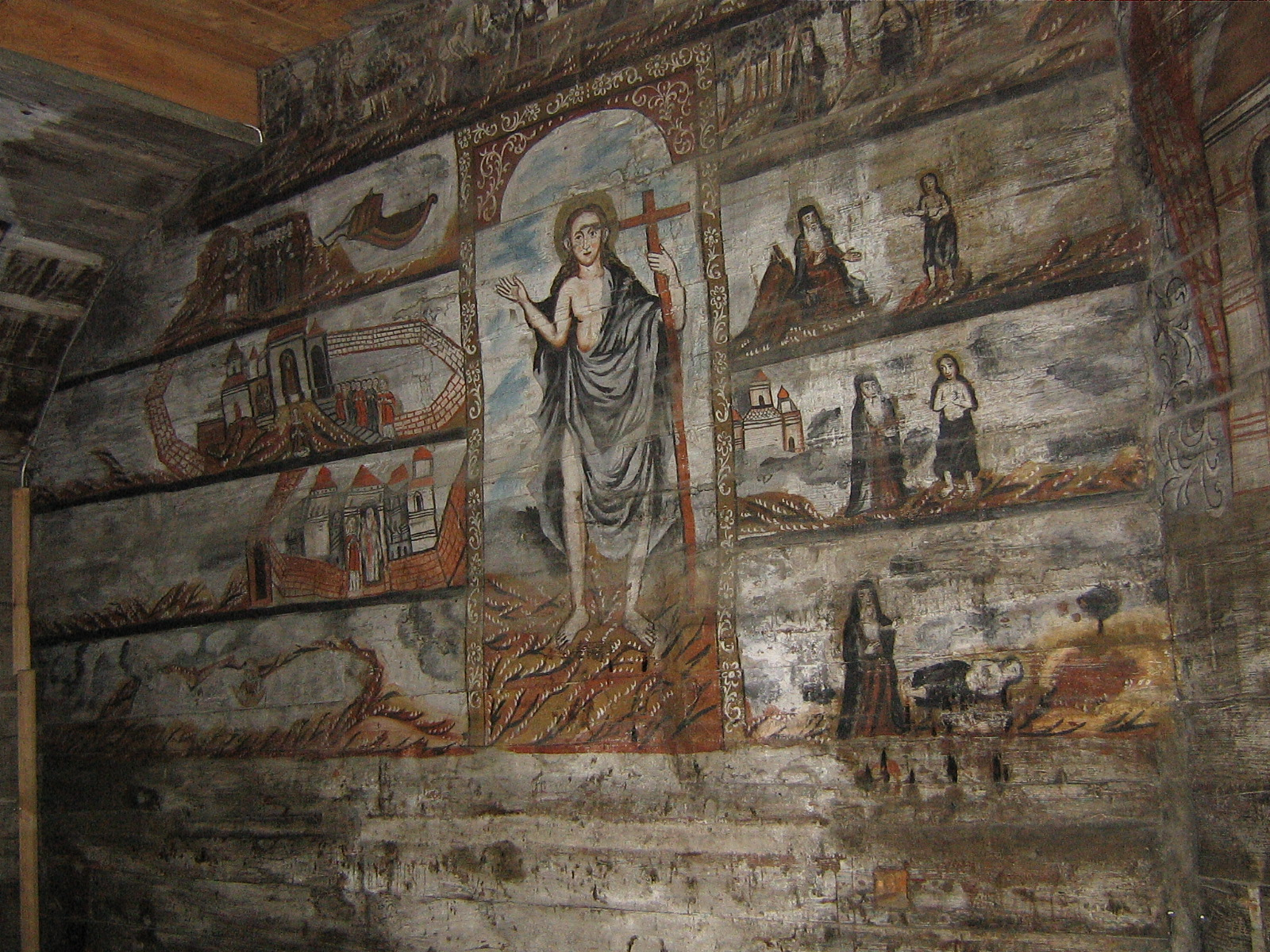
Interiér
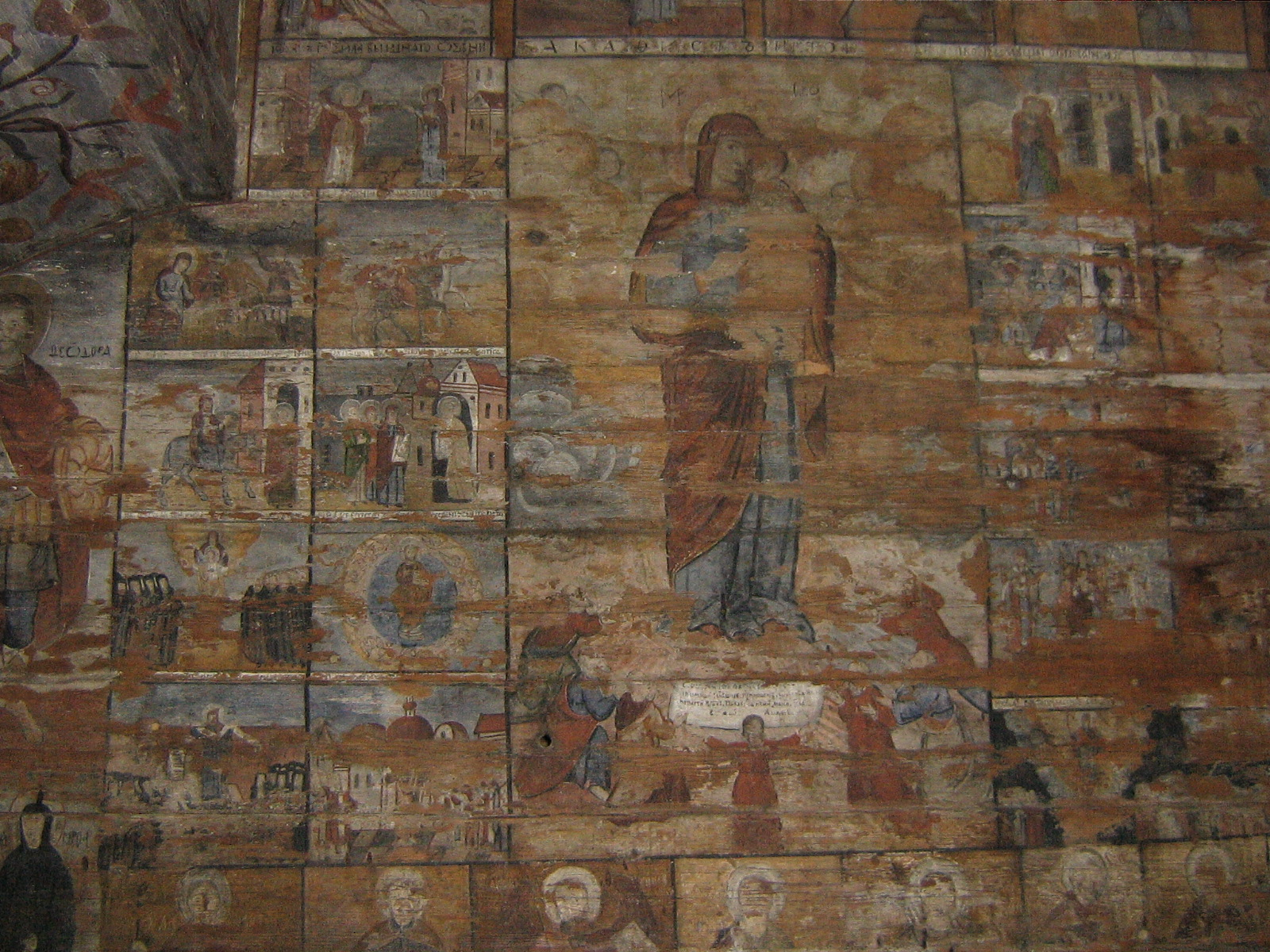
Interiér
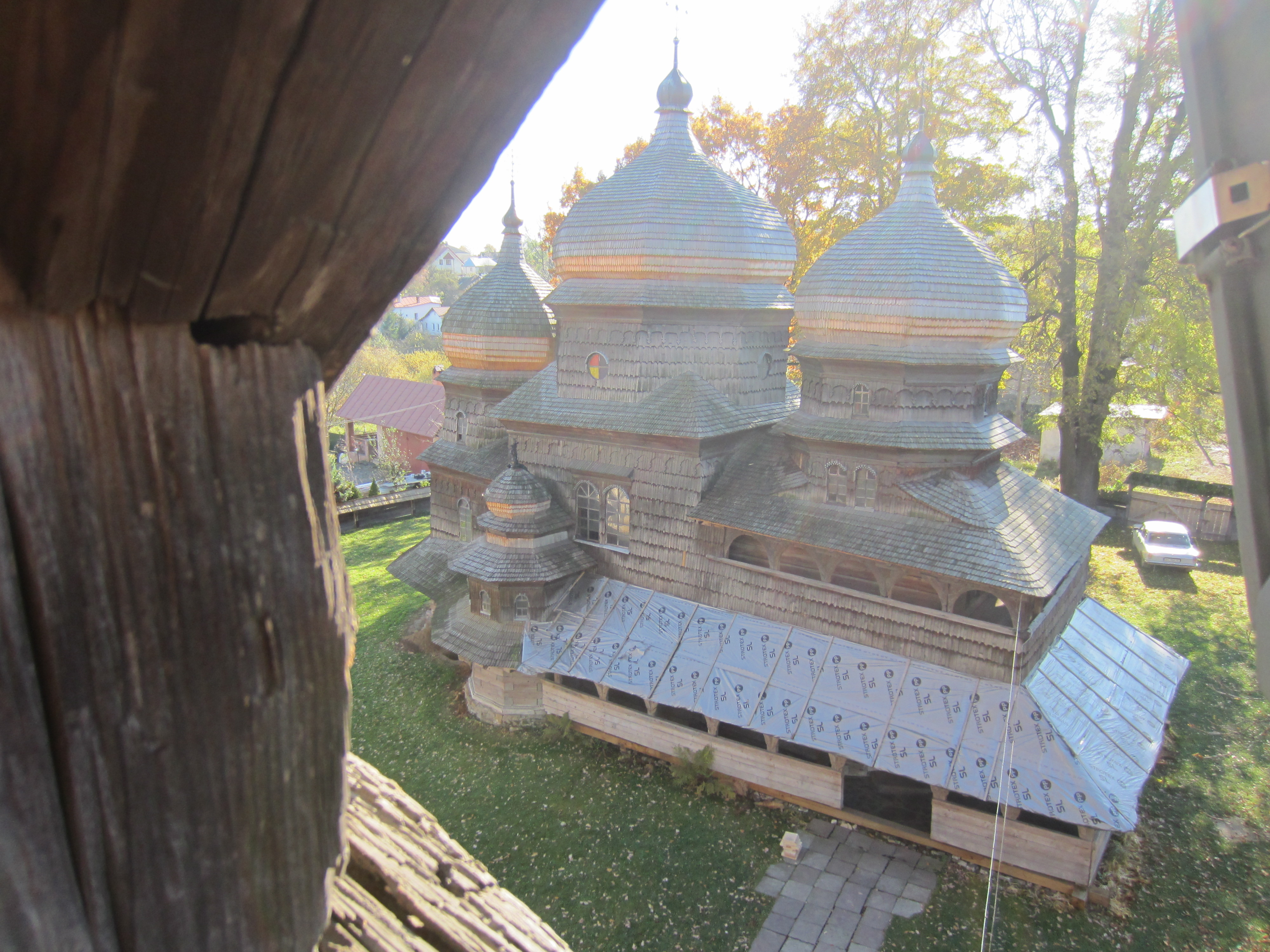
Pohled na cerkev ze zvonice
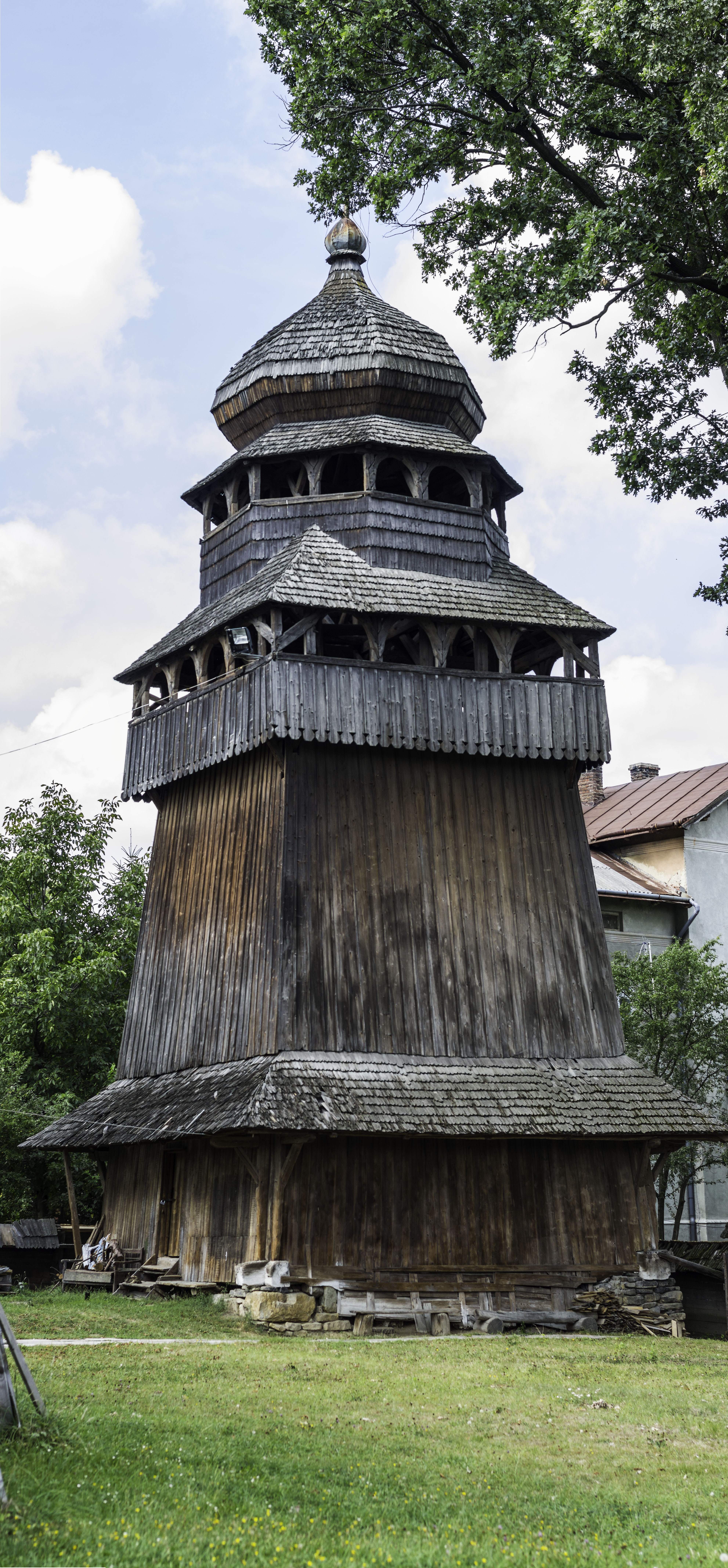
Zvonice
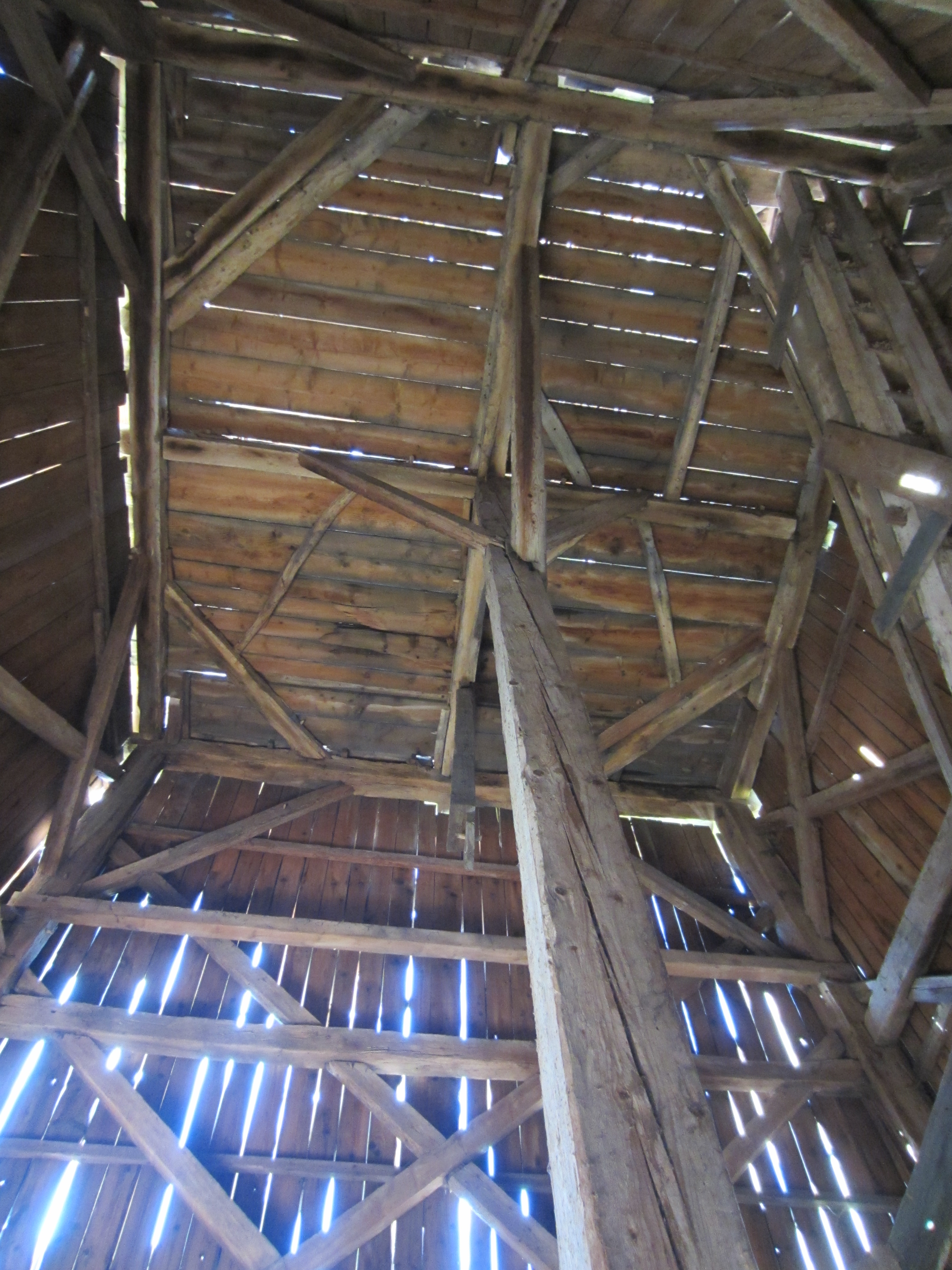
Středový štenýř ve zvonici